# Arrondissement de Waremme
Arrondissement de Waremme är ett arrondissement i Belgien.   Det ligger i provinsen Liège och regionen Vallonien, i den centrala delen av landet, 70 kilometer öster om huvudstaden Bryssel. Antalet invånare är 75 588. Arean är 390 kvadratkilometer.
Terrängen i Arrondissement de Waremme är platt.
Trakten runt Arrondissement de Waremme består till största delen av jordbruksmark. Runt Arrondissement de Waremme är det ganska tätbefolkat, med 239 invånare per kvadratkilometer.

## Kommuner
Följande kommuner ingår i arrondissementet;

- Berloz
- Braives
- Crisnée
- Donceel
- Faimes
- Fexhe-le-Haut-Clocher
- Geer
- Hannut
- Lincent
- Oreye
- Remicourt
- Saint-Georges-sur-Meuse
- Waremme
- Wasseiges